# Acrotona petulans
Acrotona petulans är en skalbaggsart som först beskrevs av Thomas Casey 1910.  Acrotona petulans ingår i släktet Acrotona och familjen kortvingar. Inga underarter finns listade i Catalogue of Life.